# ロベール・カンベール
ロベール・カンベール（Robert Cambert, 1628年-1677年）はフランス盛期バロック音楽のオペラ作曲家。ジャン＝バティスト・リュリの最大のライバルとして音楽史に名を残しており、ロンドンに客死した時、同時代のパリの聴衆の間では、リュリが刺客を送り込んで暗殺したとの噂が流された。その一方で、自殺説も広く信じられていた。
パリ出身。シャンボニエールに師事し、パリ・サントノレ教会のオルガニスト職を得る。1655年にマリー・デュ・ムスティエと結婚。この頃マザラン枢機卿の庇護を受け、その影響力を通じてルイ14世の母后アンヌ・ドートリッシュの音楽監督に就任した。
ピエール・ペランの台本に作曲された初期作品は、当時しばしばフランス宮廷で上演された。しかしながら有力者のマザラン枢機卿が没し、王太后マリーが修道院に隠退すると、新たな権力者が勢いづいて、カンベールの宮廷内の地位は弱まった。
1669年にペランが勅許を得て、官立音楽アカデミーを設立すると、カンベールは招かれてこの事業の運営に加わった。こんにちこれはグランド・オペラの源流の一つになったと見なされている。しかしながらペランとカンベールのアカデミーは、やがてリュリに運営権が奪われた。カンベールは、侮辱を受けたとして怒り狂い、フランス宮廷における冷遇にも憤り、1673年にフランスを去り、イギリスに活動の場を求めた。
イギリスではチャールズ2世の宮廷で暖かい歓迎を受け、まもなく宮廷楽長に任命される。フランスで黙殺された作品が今やロンドンで演奏されるようになった。それでもパリでは、劇場で広く評価されていたわけではないにせよ、宮廷でカンベールの作品が受容されていた。カンベールの歌劇《ポモーヌ Pomone 》や《アリアーヌ Ariadne 》、《恋の痛みと喜び Les Peines et les plaisirs de l'amour 》は、アングロ・サクソン的というより、フランス的な趣味を感じさせる。
《ポモーヌ》は、最初のフランス語オペラの一つといわれ、またカンベールは、フランスでバスーンを用いた最初の作曲家と言われる。